# Kasteel van Roquetaillade
Het Kasteel van Roquetaillade (Frans: Château de Roquetaillade) bevindt zich bij Mazères in het departement Gironde. Het bestaat uit twee middeleeuwse burchten binnen dezelfde ommuring, het oude kasteel uit de 12e eeuw en het nieuwe uit de 14e eeuw. Het is al 700 jaar in het bezit van dezelfde familie en nog steeds bewoond. 

## Oorsprong

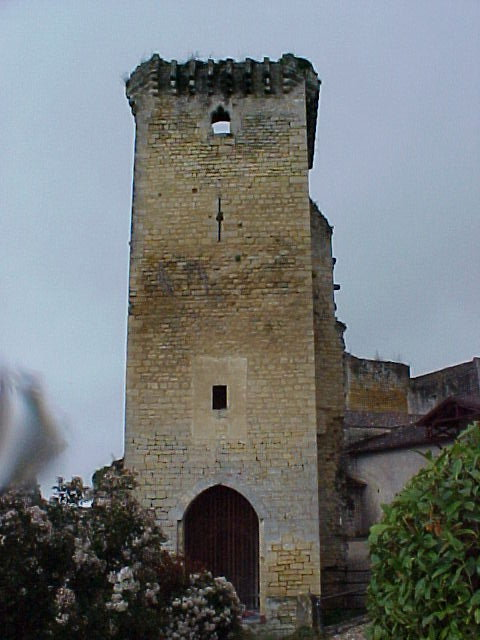
Het oude kasteel

De locatie van het kasteel werd al in de prehistorie bewoond. Natuurlijke grotten en een boven het landschap uitstekende rots waren gunstig om zich tegen indringers te verdedigen. Er zijn dan ook bewerkte vuurstenen voorwerpen gevonden die vroege bewoning bewijzen.
Van een versterkte plaats is voor het eerst sprake in 778. Naar algemeen wordt aangenomen was Karel de Grote hiervoor verantwoordelijk, die samen met zijn neef Roland onderweg was naar de Pyreneeën en bij Roquetaillade zijn leger hergroepeerde. Hij liet een motte opwerpen omringd door een houten palissade. Mettertijd werd de houten constructie door een stenen fortificatie vervangen. Langzamerhand werd de burcht omringd door muren en torens, die de macht van de heer tentoon spreidden. Ten slotte werd in 1305 een toren gebouwd met een poort, die de enige toegang werd naar het kasteel vanaf het dorp, een Castelnau, dat eromheen ontstond. Over de heren van Roquetaillade is tussen de 8e en 11e eeuw niets bekend.
In de 11e eeuw duikt voor het eerst de familienaam La Mothe op. Sindsdien is het kasteel tot op heden bezit van dezelfde familie, zij het, dat het steeds in matriarchale lijn is overgeërfd. Zo huwde in 1552 Catherine de la Mothe een Jean de Lansac met het kasteel als bruidsschat; in de 18e eeuw erfde de laatste dochter van de markies de Lansac, Marie Henriette het kasteel. Zij trouwde in 1789, vlak voor de Franse Revolutie een François de Laborie; maar toen deze zich tijdens de revolutie uit de voeten maakte, liet zij zich schielijk scheiden en nam het kasteel weer over
.

## HetChâteau Neuf
In de 12e eeuw werd Aquitanië door huwelijk deel van het Engelse koningshuis onder Eduard I van Engeland. Deze gaf de toenmalige Kardinaal de la Mothe, een neef van paus Clemens V (de eerste paus van Avignon) toestemming een nieuw kasteel te bouwen op hetzelfde terrein. Het Château Neuf de Roquetaillade bestond uit een donjon omringd door een vierkante muur met zes torens. Dit was een uit Engeland geïmporteerde bouwwijze die destijds in Frankrijk revolutionair was. Waarom de kardinaal een nieuw kasteel liet bouwen naast het oude, dat net was voltooid, laat zich verklaren uit twee omstandigheden: de veranderde defensiestrategie in de late middeleeuwen en het feit dat kasteelheren hun woon meer op comfort lieten bouwen. In de omgeving werden nog vijf kastelen gebouwd die Chateaux Clémentins genoemd worden.

### De Honderdjarige Oorlog
Tijdens de Honderdjarige Oorlog werd het kasteel volledig gespaard. Dit was te danken aan de banden van Gascogne met Engeland, waarmee het een levendige ruilhandel onderhield van hoofdzakelijk wijn en Engelse bouwkunst. Niettemin wisten de eigenaren de koers van de oorlog buiten de deur te houden door van partij te wisselen al naar de wind woei.
Ook tijdens de godsdienstoorlogen werd het kasteel nauwelijks in de twisten betrokken. Ondanks de oorlog wisten de eigenaren een restauratie van het kasteel door te voeren alsof er niets aan de hand was.

## De Franse revolutie
Tijdens de Franse Revolutie ontkwam het kasteel ternauwernood aan verwoesting. De reeds genoemde Marie Henriette ontving de revolutionaire soldaten met de mededeling, dat hun soldij werd verdubbeld en dat zij er beter aan deden zich de uitstekende wijn van het château goed te laten smaken. De enige schade die het kasteel opliep was door de bliksem, precies op de dag dat men een bliksemafleider liet installeren.

## De 19e eeuw
Ondanks het feit dat het kasteel alle oorlogen had overleefd was het in het begin van de 19e eeuw, nu in het bezit van de familie de Mauvesin, in een slechte staat. Door de inspanning van de dichter Prosper Mérimée werd het in 1840 tot historisch monument verklaard, een van de eerste bouwwerken die op die wijze konden worden beschermd. In 1850 riepen de Mauvesins, rijk geworden door de wijnbouw, de hulp in van de beroemde architect Viollet le Duc die een uitwendige restauratie uitvoerde, maar vooral met behulp van zijn leerling Edmond Duthot het interieur van een grondige vernieuwing voorzag. Duthot herstelde de decoraties en ontwierp nieuw meubilair. Ook werden een kapel en stallen toegevoegd. De bedoeling was ook een park aan te leggen, maar dat is nooit voltooid.
In de 20e eeuw is het kasteel als decor voor verschillende films gebruikt. Louis de Funès, Jean-Paul Belmondo, Roger Moore en Patrick Macnee hebben er gefilmd. Sinds 1956 is het kasteel open voor het publiek en sinds 1976 is het domein, waartoe ook het tegenovergelegen oude kasteel behoort een officieel historisch monument. De wijn Château Fort de Roquetaillade is afkomstig van het kasteel . 